# 1377年
| 千纪： | 2千纪 |
| 世纪： | 13世纪 \| 14世纪 \| 15世纪                                                                                 |
| 年代： | 1340年代 \| 1350年代 \| 1360年代 \| 1370年代 \| 1380年代 \| 1390年代 \| 1400年代                           |
| 年份： | 1372年 \| 1373年 \| 1374年 \| 1375年 \| 1376年 \| 1377年 \| 1378年 \| 1379年 \| 1380年 \| 1381年 \| 1382年 |
| 纪年： | 丁巳年（蛇年）；明洪武十年；北元宣光七年；越南隆慶五年，昌符元年；日本南朝天授三年，北朝永和三年           |

## 大事记
- 明邓愈、沐英攻吐番。
- 素攀武里王子那空膺到中国访问，明太祖赐他暹罗国王之印。
- 波蘭王國兼匈牙利國王洛約什一世將佔領地封予雅蓋沃後返回匈牙利對抗威尼斯共和國，以支持雅蓋沃奪取立陶宛大公之位。
- 1月27日——教宗額我略十一世遷回羅馬，結束亞維農教廷。
- 7月16日——愛德華三世10歲的孫子理查二世加冕為英格蘭國王。

## 出生
- 明惠帝朱允炆。
- 明辽简王朱植。

## 逝世
- 6月21日——愛德華三世，英格蘭國王。（1312年出生，65岁）